# Hrolf Ganger
Hrolf Ganger (en nórdico antiguo: Göngu-Hrólfr o Hrólfr Rögnvaldsson; en noruego: Gange-Rolf; en sueco: Gångerolf; en jerseyés y guerneseyés: Rou; en inglés: Rollo) (Nord-Trøndelag, Noruega, 846 –Ruan, Francia, 932 o 933), más conocido con el sobrenombre de Rollón el Caminante (o el Errante, ya que no había montura capaz de soportar sus más de 140 kg y su imponente estatura de más de 2 metros), fue un caudillo vikingo noruego, según las fuentes históricas islandesas. Las ruinas de su castillo se encuentran al sur de Ålesund.[cita requerida] Era hijo de Rognvald Eysteinsson, jarl de Møre. Rollón es considerado el primer duque de Normandía.

## Biografía
Exiliado del reino de Noruega en 874, encabezó un grupo de vikingos, en su mayoría daneses, que se dedicaban al pillaje en las costas del mar del Norte y del canal de la Mancha, sirviendo varias veces como mercenario en Inglaterra. A diferencia de otros jefes vikingos, cuya única intención era saquear las tierras adonde iban, el auténtico objetivo de Rollón era encontrar tierras en las que asentarse. Hrolfr era un víkingr mikill, un poderoso vikingo inadaptado en busca de nuevos asentamientos.

### Invasión de Francia

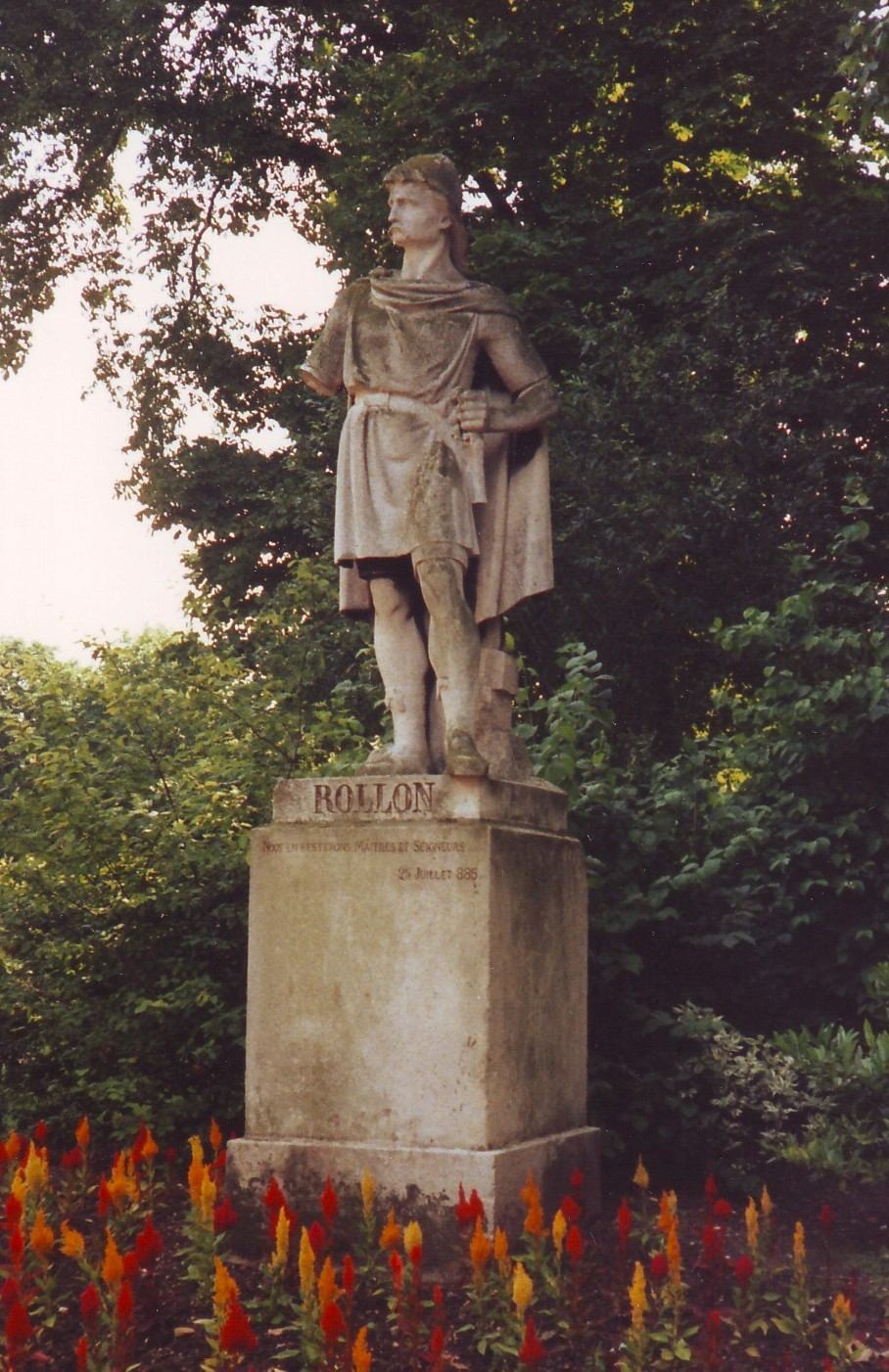
Estatua de Rollón en Ruan, obra del escultor Arsène Letellier.

Estableció su campamento en la desembocadura del Sena en 896 y remontó varias veces el río, llegando a tomar Ruan y amenazando París, a la que asedió en vano en el año 910. Anteriormente ya había participado en expediciones junto a Siegfried de Walcheren, quien en 885 invitó a Rollo a acompañarlo en el río Sena para sitiar París.
Tras su llegada a Francia y librar varias batallas con los vikingos, el rey Carolingio Carlos el Simple comprendió que no podría contener sus avances durante mucho más tiempo, así que decidió llegar a un acuerdo con Rollón. De esta manera, después de que Rollón hubiese asediado Chartres en el año 911 y en virtud del Tratado de Saint-Clair-sur-Epte, Carlos el Simple le cedió una parte de Neustria que incluía el Condado de Ruan y que supuso la base de la futura Normandía. A cambio, Rollón se comprometió a evitar que otros grupos de vikingos saqueasen Neustria.
Juró lealtad al rey, debió convertirse al cristianismo y se casó con Gisela, una de las seis hijas del rey en su primer matrimonio. Cuando, siguiendo la tradición, se le exigió que se arrodillase y besase los pies del rey, Rollón se negó a hacerlo, según la leyenda, puesto que lo consideraba una humillación, así que ordenó a uno de sus guerreros que lo hiciera por él. Este —tan altivo como su jefe— en vez de besar los pies del rey, lo levantó tan alto que terminó cayendo. En 912 Rollón se hizo bautizar en la catedral de Ruan, dejando sus creencias paganas.
Rollón aparece por primera vez como caudillo de estos colonos vikingos en una carta de 918, y continuó reinando sobre la región de Normandía hasta al menos el 928. Le sucedió al frente del Ducado de Normandía que había fundado su hijo Guillermo.
Existe cierta controversia entre los historiadores que afirman que Rollón fue duque y aquellos que defienden la idea de que su cargo era el equivalente a un conde durante el reinado de Carlomagno. Puede que nunca ostentara el título de duque de Normandía, sino tan sólo el de "jarl de los Normandos", el equivalente nórdico de conde y el título de conde de Ruan. 
Habría que destacar que cumplió su promesa de defender las orillas del Sena, pero empezó a repartir las tierras limitadas por los ríos Epte y Risle entre sus jefes militares y a construir asentamientos con una capital de facto situada en Ruan. Estos asentamientos permitieron incursiones en tierras francas más al interior, ahora con la seguridad que proporcionaba un asentamiento estable frente a una flota móvil.
Tomó por esposa more danico —es decir, a la danesa (expresión latina utilizada por los primeros evangelizadores para hacer referencia a la poligamia, practicada por los vikingos)— a Poppa de Bayeux, hija del conde franco Berenguer de Bayeux, al que él mismo dio muerte durante la toma de la ciudad.

### Muerte
Rollón expandió su territorio hacia el oeste hasta llegar al río Vire, y alrededor de 927 cedió el ducado de Normandía a su hijo Guillermo Espada Larga —nacido de Poppa—, que ejerció con el nombre de Guillermo I de Normandía (no confundir con Guillermo I, rey de Inglaterra). Su hija Gerloc (Adela de Normandía) se casó con Guillermo Cabeza de Estopa, conde de Poitiers y duque de Aquitania. Es probable que Rollón viviera algunos años más después de entregar el poder a su hijo. Según las fuentes consultadas, murió en 932 en Ruan o en 933 en Eu.

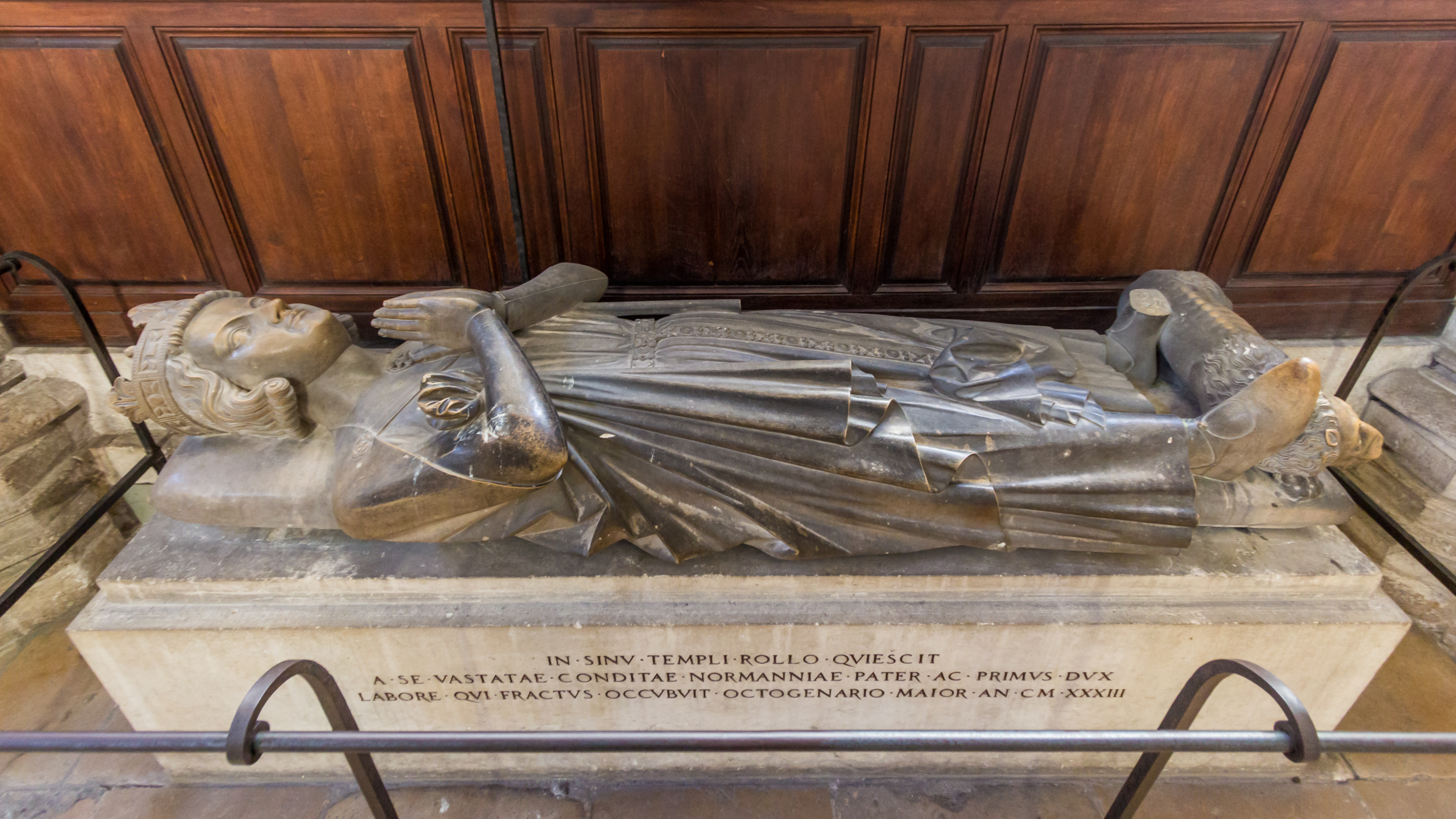
Tumba de Rollón, en la catedral de Ruan.

Según Pierre de Guibours (1625-1694), llamado Padre Anselmo de Sainte-Marie, historiador y genealogista francés, fue enterrado en la catedral de Ruan y después trasladado a la abadía de Fécamp por orden de Ricardo Sin Miedo, nieto de Rollón. El historiador Adhemar afirmó que «cuando la muerte de Rollón era cercana, este se volvió loco y ordenó decapitar a un centenar de prisioneros cristianos en honor de los dioses que antaño había venerado; posteriormente repartió cien libras de oro entre las iglesias para honrar al dios verdadero del que había aceptado el bautismo». Así que, aunque Rollón se había convertido al cristianismo, sus raíces paganas resurgieron al final de sus días.

### Legado
Fue un ascendiente directo de Guillermo el Conquistador y, a través de este, antecesor también de la actual familia real británica.
Se casó con Poppa de Bayeux en 904, en condición more danico, con la que tuvo varios hijos:
- Guillermo I de Normandía.
- Alliette (908-930), se casó con Guillermo, conde de Ponthieu (915-980).
- Gerloc (Adèle), que casó con Guillermo III de Aquitania.

Con Gisela, hija de Carlos III de Francia, se casó en 912 tras repudiar a Poppa, pero no tuvo descendencia. No obstante, algunas fuentes citan a una hija fruto de ese matrimonio, Griselle, esposa de Thorbard av Møre (que se cambió a Herbert de la Mare, llegando a ser el primer señor de Sainte-Opportune-la-Mare). Después de que Gisela falleciera, se volvió a casar con su primera esposa.
Otras fuentes citan una relación con una dama hiberno-nórdica, posiblemente de las Orcadas, de la que se desconoce su nombre, con quien tuvo dos hijas:
- Kadline (Cadlinar, Kathleen; nórdico antiguo: Kaðlin, n. 890), que fue esposa de Bjólan, un rey escocés.[18] Una hija llamada Niðbjörg (Niederga, 934-1000) fue capturada por el vikingo Helgi Ottarsson durante una de sus incursiones en Escocia con quien tuvo dos hijos Ósvífur y Einar.[19][18]

Una genealogía compuesta en el siglo XVII cita a una hija llamada Crispina (n. 902), que presuntamente se casó con Grimaud, Vizconde de Mónaco. Esta línea genealógíca se considera, a todas luces, ficticia. Un deseo de ciertas familias relevantes de vincular su estirpe con la dinastía carolingia.

### Multimedia
Hrolf inspiró el papel de Rollo en la serie Vikings, interpretado por Clive Standen.

### Genealogía
Descendientes de Rollón que fueron duques de Normandía (sombreados en verde pálido) y reyes de Inglaterra (en amarillo, con una corona genérica). Guillermo I y Enrique I fueron tanto reyes de Inglaterra como duques de Normandía (en una línea por debajo en negrilla y versalita) aparecen entre paréntesis varias fechas que indican: año nacimiento-años gobierno/reinado (en negrilla)-año de fallecimiento; p.e.:, «(?-925-926-932)», hace refenecia a una persona nacida en fecha desconocida, que entre 925-926 fue gobernante y que falleció en 932)):
|  |  |                            |                            |                            |                            |                                |                            |  |  |                               |                               |                               |                               |                               |                               |  |  |                                 |                            |                            |                            | Rollón (846-911-931/32)      |                            |  |  |                        |                        |                        |                        |                               |                               |                               |                               |                               |                               |                  |                  |                  |                  |
|  |  |                            |                            |                            |                            |                                |                            |  |  |                               |                               |                               |                               |                               |                               |  |  |                                 |                            |                            |                            |                              |                            |  |  |                        |                        |                        |                        |                               |                               |                               |                               |                               |                               |                  |                  |                  |                  |
|  |  |                            |                            |                            |                            |                                |                            |  |  |                               |                               |                               |                               |                               |                               |  |  |                                 |                            |                            |                            | Guillermo I (910-931-942)    |                            |  |  |                        |                        |                        |                        |                               |                               |                               |                               |                               |                               |                  |                  |                  |                  |
|  |  |                            |                            |                            |                            |                                |                            |  |  |                               |                               |                               |                               |                               |                               |  |  |                                 |                            |                            |                            |                              |                            |  |  |                        |                        |                        |                        |                               |                               |                               |                               |                               |                               |                  |                  |                  |                  |
|  |  |                            |                            |                            |                            |                                |                            |  |  |                               |                               |                               |                               |                               |                               |  |  |                                 |                            |                            |                            | Ricardo I (938-942-996)      |                            |  |  |                        |                        |                        |                        |                               |                               |                               |                               |                               |                               |                  |                  |                  |                  |
|  |  |                            |                            |                            |                            |                                |                            |  |  |                               |                               |                               |                               |                               |                               |  |  |                                 |                            |                            |                            |                              |                            |  |  |                        |                        |                        |                        |                               |                               |                               |                               |                               |                               |                  |                  |                  |                  |
|  |  |                            |                            |                            |                            |                                |                            |  |  |                               |                               |                               |                               |                               |                               |  |  |                                 |                            |                            |                            | Ricardo II (963-996-1026/27) |                            |  |  |                        |                        |                        |                        |                               |                               |                               |                               |                               |                               |                  |                  |                  |                  |
|  |  |                            |                            |                            |                            |                                |                            |  |  |                               |                               |                               |                               |                               |                               |  |  |                                 |                            |                            |                            |                              |                            |  |  |                        |                        |                        |                        |                               |                               |                               |                               |                               |                               |                  |                  |                  |                  |
|  |  |                            |                            |                            |                            |                                |                            |  |  |                               |                               |                               |                               |                               |                               |  |  |                                 |                            |                            |                            |                              |                            |  |  |                        |                        |                        |                        |                               |                               |                               |                               |                               |                               |                  |                  |                  |                  |
|  |  |                            |                            |                            |                            |                                |                            |  |  |                               |                               |                               |                               |                               |                               |  |  | Roberto I (1004-1027-1035)      | Roberto I (1004-1027-1035) | Roberto I (1004-1027-1035) | Roberto I (1004-1027-1035) | Roberto I (1004-1027-1035)   | Roberto I (1004-1027-1035) |  |  | Ricardo III (997-1027) | Ricardo III (997-1027) | Ricardo III (997-1027) | Ricardo III (997-1027) | Ricardo III (997-1027)        | Ricardo III (997-1027)        |                               |                               |                               |                               |                  |                  |                  |                  |
|  |  |                            |                            |                            |                            |                                |                            |  |  |                               |                               |                               |                               |                               |                               |  |  | Roberto I (1004-1027-1035)      | Roberto I (1004-1027-1035) | Roberto I (1004-1027-1035) | Roberto I (1004-1027-1035) | Roberto I (1004-1027-1035)   | Roberto I (1004-1027-1035) |  |  | Ricardo III (997-1027) | Ricardo III (997-1027) | Ricardo III (997-1027) | Ricardo III (997-1027) | Ricardo III (997-1027)        | Ricardo III (997-1027)        |                               |                               |                               |                               |                  |                  |                  |                  |
|  |  |                            |                            |                            |                            |                                |                            |  |  |                               |                               |                               |                               |                               |                               |  |  | Guillermo I (1028–1035/66-1087) |                            |                            |                            |                              |                            |  |  |                        |                        |                        |                        |                               |                               |                               |                               |                               |                               |                  |                  |                  |                  |
|  |  |                            |                            |                            |                            |                                |                            |  |  |                               |                               |                               |                               |                               |                               |  |  |                                 |                            |                            |                            |                              |                            |  |  |                        |                        |                        |                        |                               |                               |                               |                               |                               |                               |                  |                  |                  |                  |
|  |  |                            |                            |                            |                            |                                |                            |  |  |                               |                               |                               |                               |                               |                               |  |  |                                 |                            |                            |                            |                              |                            |  |  |                        |                        |                        |                        |                               |                               |                               |                               |                               |                               |                  |                  |                  |                  |
|  |  | Enrique I (1068-1100-1135) | Enrique I (1068-1100-1135) | Enrique I (1068-1100-1135) | Enrique I (1068-1100-1135) | Enrique I (1068-1100-1135)     | Enrique I (1068-1100-1135) |  |  | Guillermo II (1056-1087-1100) | Guillermo II (1056-1087-1100) | Guillermo II (1056-1087-1100) | Guillermo II (1056-1087-1100) | Guillermo II (1056-1087-1100) | Guillermo II (1056-1087-1100) |  |  | Roberto II 1087-1106            | Roberto II 1087-1106       | Roberto II 1087-1106       | Roberto II 1087-1106       | Roberto II 1087-1106         | Roberto II 1087-1106       |  |  | Adela                  | Adela                  | Adela                  | Adela                  | Adela                         | Adela                         |                               |                               | Esteban de Blois              | Esteban de Blois              | Esteban de Blois | Esteban de Blois | Esteban de Blois | Esteban de Blois |
|  |  | Enrique I (1068-1100-1135) | Enrique I (1068-1100-1135) | Enrique I (1068-1100-1135) | Enrique I (1068-1100-1135) | Enrique I (1068-1100-1135)     | Enrique I (1068-1100-1135) |  |  | Guillermo II (1056-1087-1100) | Guillermo II (1056-1087-1100) | Guillermo II (1056-1087-1100) | Guillermo II (1056-1087-1100) | Guillermo II (1056-1087-1100) | Guillermo II (1056-1087-1100) |  |  | Roberto II 1087-1106            | Roberto II 1087-1106       | Roberto II 1087-1106       | Roberto II 1087-1106       | Roberto II 1087-1106         | Roberto II 1087-1106       |  |  | Adela                  | Adela                  | Adela                  | Adela                  | Adela                         | Adela                         |                               |                               | Esteban de Blois              | Esteban de Blois              | Esteban de Blois | Esteban de Blois | Esteban de Blois | Esteban de Blois |
|  |  |                            |                            |                            |                            |                                |                            |  |  |                               |                               |                               |                               |                               |                               |  |  |                                 |                            |                            |                            |                              |                            |  |  |                        |                        |                        |                        |                               |                               |                               |                               |                               |                               |                  |                  |                  |                  |
|  |  | Matilde 1135-50            | Matilde 1135-50            | Matilde 1135-50            | Matilde 1135-50            | Matilde 1135-50                | Matilde 1135-50            |  |  | Godofredo V Plantagenet       | Godofredo V Plantagenet       | Godofredo V Plantagenet       | Godofredo V Plantagenet       | Godofredo V Plantagenet       | Godofredo V Plantagenet       |  |  |                                 |                            |                            |                            |                              |                            |  |  |                        |                        |                        |                        | Esteban I (1092/96-1135-1154) | Esteban I (1092/96-1135-1154) | Esteban I (1092/96-1135-1154) | Esteban I (1092/96-1135-1154) | Esteban I (1092/96-1135-1154) | Esteban I (1092/96-1135-1154) |                  |                  |                  |                  |
|  |  | Matilde 1135-50            | Matilde 1135-50            | Matilde 1135-50            | Matilde 1135-50            | Matilde 1135-50                | Matilde 1135-50            |  |  | Godofredo V Plantagenet       | Godofredo V Plantagenet       | Godofredo V Plantagenet       | Godofredo V Plantagenet       | Godofredo V Plantagenet       | Godofredo V Plantagenet       |  |  |                                 |                            |                            |                            |                              |                            |  |  |                        |                        |                        |                        | Esteban I (1092/96-1135-1154) | Esteban I (1092/96-1135-1154) | Esteban I (1092/96-1135-1154) | Esteban I (1092/96-1135-1154) | Esteban I (1092/96-1135-1154) | Esteban I (1092/96-1135-1154) |                  |                  |                  |                  |
|  |  |                            |                            |                            |                            |                                |                            |  |  |                               |                               |                               |                               |                               |                               |  |  |                                 |                            |                            |                            |                              |                            |  |  |                        |                        |                        |                        |                               |                               |                               |                               |                               |                               |                  |                  |                  |                  |
|  |  |                            |                            |                            |                            | Enrique II (1133-1150/54-1189) |                            |  |  |                               |                               |                               |                               |                               |                               |  |  |                                 |                            |                            |                            |                              |                            |  |  |                        |                        |                        |                        |                               |                               |                               |                               |                               |                               |                  |                  |                  |                  |